# Szczelina przy Zawieszonej Skale II
Szczelina przy Zawieszonej Skale II – jaskinia, a właściwie schronisko, w Dolinie Kościeliskiej w Tatrach Zachodnich. Ma dwa otwory wejściowe znajdujące się w północnym zboczu masywu Kominiarskiego Wierchu, przy żlebie Żeleźniak, na wysokości 1384 i 1379 metrów n.p.m., w pobliżu Szczeliny przy Zawieszonej Skale I i Niszy Zachodniej. Długość jaskini wynosi 9 metrów, a jej deniwelacja 5 metrów.

Główne wejście do jaskini znajduje się za kilkudziesięciometrową turnią oderwaną od skalnych ścian u ich podstawy nazwanej Zawieszoną Skałą – stąd jej nazwa.

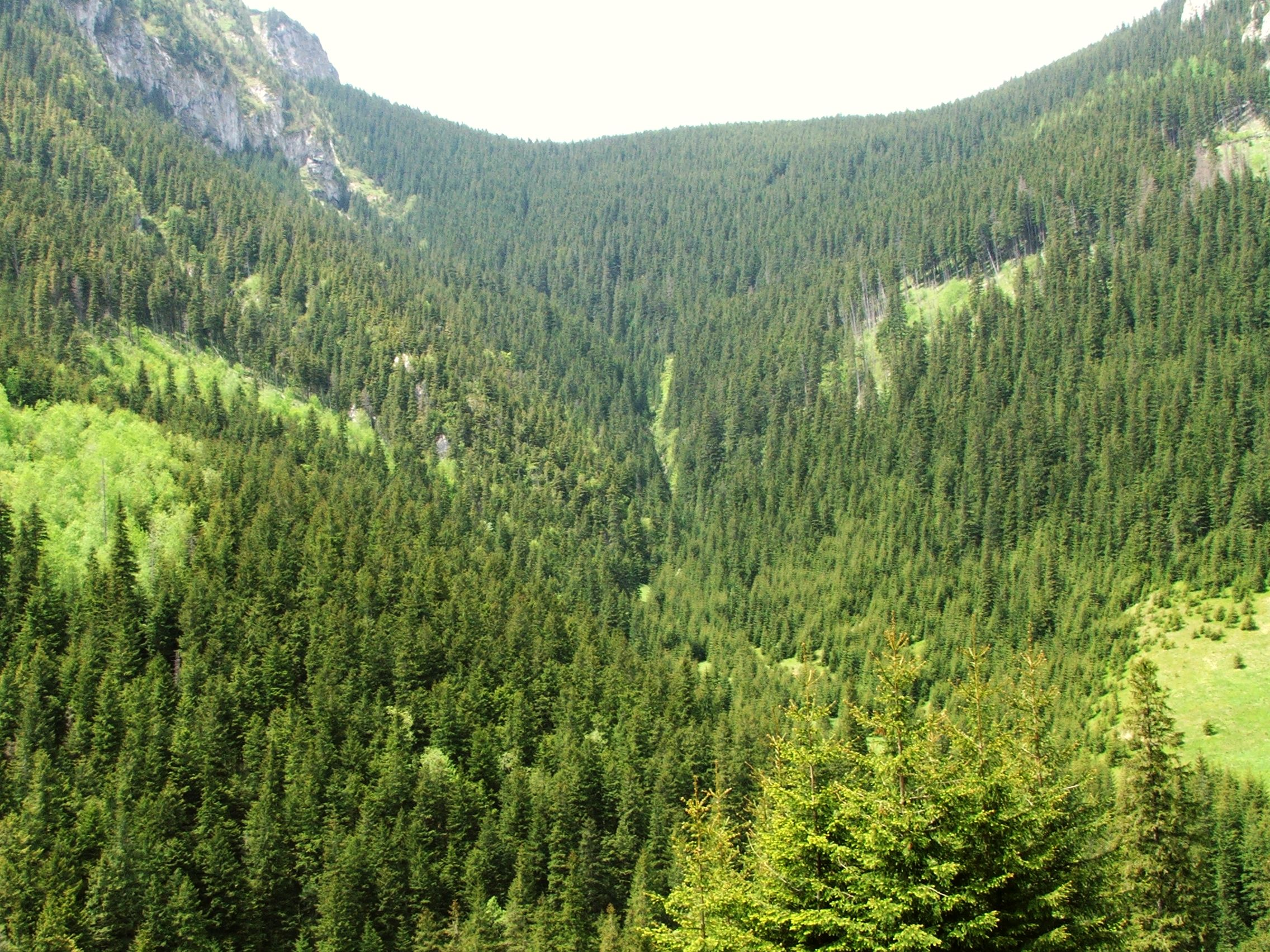
Żleb Żeleźniak. Widok z Hali Pisanej

## Opis jaskini
Jaskinię stanowią dwie szczeliny zaczynające się w otworze dolnym. Prawa jest bardzo krótka, natomiast lewa prowadzi przez niewielki próg do otworu górnego.

## Przyroda
W jaskini brak jest nacieków. Ściany są mokre, nie ma na nich roślinności.

## Historia odkryć
Jaskinię odkryli oraz sporządzili jej plan i opis M. i R.M. Kardasiowie w 1979 roku.